# Sandra L. Houston
Sandra L. Houston ist eine US-amerikanische Bauingenieurin für Geotechnik und Professorin an der Arizona State University.
Sie studierte an der University of Oklahoma mit dem Bachelor-Abschluss, an der University of New Mexico mit dem Master-Abschluss in Bauingenieurwesen und wurde 1984 an der University of California, Berkeley, promoviert. Ab 1984 war sie an der Arizona State University. Zeitweise stand sie ihrer Fakultät (Civil, Environmental and Sustainable Engineering) vor.
Schwerpunkt ihres Interesses sind ungesättigte Böden und Böden in Trockengebieten, insbesondere expansives und kollabierendes Verhalten des Bodens bei Änderung des Wassergehalts.
Sie war Vorsitzende des Soil Properties and Modeling Committee des ASCE Geo-Institute und steht deren Unsaturated Soils Committee vor und ist Mitglied im ISSMGE Committee on Unsaturated Soils.
Für 2017 erhielt sie den Terzaghi Award. Außerdem erhielt sie den William H. Wisely American Civil Engineer Award.

## Schriften
- mit Delwyn Fredlund (Hrsg.): Unsaturated soil engineering practice, ASCE 1997